# George B. McClellan junior

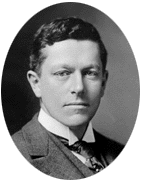
George B. McClellan

George Brinton McClellan Jr. (* 23. November 1865 in Dresden, Sachsen; † 30. November 1940 in Washington, D.C.) war ein US-amerikanischer Politiker. Zwischen 1895 und 1903 vertrat er den Bundesstaat New York im US-Repräsentantenhaus; von 1904 bis 1909 war er Bürgermeister von New York City.

## Werdegang
George McClellan war der Sohn des gleichnamigen Generals, Präsidentschaftskandidaten von 1864 und Gouverneurs von New Jersey, George B. McClellan (1826–1885). Am 23. November 1865 wurde er in Dresden geboren, wo seine Eltern zu Besuch waren. Er besuchte die St. John’s School in Sing Sing. 1886 absolvierte er das Princeton College. In den folgenden Jahren war er als Journalist in New York City tätig. Nach einem anschließenden Jurastudium und seiner 1892 erfolgten Zulassung als Rechtsanwalt begann er dort in diesem Beruf zu arbeiten. Gleichzeitig schlug er als Mitglied der Demokratischen Partei eine politische Laufbahn ein. Zwischen 1889 und 1893 war er für die Finanzen der Brooklyn-Bridge-Gesellschaft als Treasurer verantwortlich. In den Jahren 1893 und 1894 war er Vorsitzender des Stadtrats von New York. Zwischen 1890 und 1903 nahm er als Delegierter an allen regionalen Parteitagen der Demokraten für den Staat New York und die Stadt New York teil.
Bei den Kongresswahlen des Jahres 1894 wurde McClellan im zwölften Wahlbezirk von New York in das US-Repräsentantenhaus in Washington, D.C. gewählt, wo er am 4. März 1895 die Nachfolge von William Bourke Cockran antrat. Nach vier Wiederwahlen konnte er bis zu seinem Rücktritt am 21. Dezember 1903 im Kongress verbleiben. In diese Zeit fiel der Spanisch-Amerikanische Krieg von 1898. Im Kongress gehörte er dem Committee on Ways and Means an.
McClellans Rücktritt erfolgte, nachdem er als Nachfolger von Seth Low zum Bürgermeister der Stadt New York gewählt worden war. Dieses Amt bekleidete er zwischen 1904 und 1909. In diese Zeit fiel am 15. Juni 1904 das Schiffsunglück im New Yorker Hafen mit dem Raddampfer General Slocum, bei dem 1021 Menschen ums Leben kamen. McClellan hielt damals auch Vorträge an Universitäten zum Thema öffentliche Angelegenheiten. Im Jahr 1912 wurde er Professor für Wirtschaftsgeschichte an der Princeton University. Während des Ersten Weltkrieges war er zwischen 1917 und 1919 Offizier der United States Army. Dabei stieg er vom Major im Ordnance Department bis zum Oberstleutnant auf. Danach war er dort Oberst der Reserve. Nach dem Krieg nahm er seine Tätigkeit in Princeton wieder auf. George McClellan starb am 30. November 1940 in Washington und wurde auf dem Nationalfriedhof Arlington in Virginia beigesetzt.